# Maladera solida
Maladera solida är en skalbaggsart som beskrevs av Brenske 1898. Maladera solida ingår i släktet Maladera och familjen Melolonthidae. Inga underarter finns listade i Catalogue of Life.